# Nuntereggae più (album)
Nuntereggae più è il quarto album del cantautore italiano Rino Gaetano, pubblicato dalla It nel 1978.

## Il disco
Il disco contiene uno fra i maggiori successi del cantautore: il brano Gianna che, classificatosi terzo al Festival di Sanremo 1978 e pubblicato come 45 giri prima dell'uscita dell'album, giunse al primo posto in classifica l'11 marzo 1978 e risultò poi tredicesimo fra i singoli più venduti in assoluto di quell'anno. Fabbricando case vede Francesco De Gregori ospite ai cori. Il testo di Dans le château è interamente in francese.
Il brano Nuntereggae collection che chiude il disco è un medley di altre canzoni del cantautore, sia contenute in quest'album (Nuntereggae più, Fabbricando case, Stoccolma, Gianna, E cantava le canzoni, Dans le chateau, Capofortuna), che anteriori, come Ma il cielo è sempre più blu, Berta filava, Aida e Visto che mi vuoi lasciare. L'unico refrain originale, che funge da filo conduttore tra le varie citazioni, è il titolo del brano cantato dal coro delle Baba Yaga sulla progressione armonica di Gianna.

## Tracce
Testi e musiche di Rino Gaetano.
Lato A
1. Nuntereggae più – 5:03
2. Fabbricando case – 4:06
3. Stoccolma – 3:27
4. Gianna – 3:52

Durata totale: 16:28
Lato B
1. E cantava le canzoni – 3:21
2. Dans le château – 2:16
3. Capofortuna – 3:27
4. Cerco – 3:15
5. Nuntereggae collection – 3:54

Durata totale: 16:13

## Musicisti
- Rino Gaetano – voce, chitarra
- Michael Brill – basso
- Toto Torquati – tastiere
- Piero Ricci – basso
- Massimo Buzzi – batteria
- Luciano Ciccaglioni – chitarra
- Guido Podestà – fisarmonica
- Arturo Stalteri – tastiere
- Douglas Meakin – chitarra
- Mike Fraser – tastiere
- Rodolfo "Foffo" Bianchi – sax, flauto
- Francesco De Gregori – seconda voce in: Fabbricando case
- Schola Cantorum[4], Baba Yaga – cori